# Orto botanico di Breslavia
L’Orto botanico di Breslavia fu fondato nel 1881 come Istituto Scientifico dell'Università di Breslavia.
Le piante provengono da ambienti naturali ed orti botanici di tutto il mondo. La maggiore curiosità dell'orto è la sezione geologica del giacimento di carbone fossile.